# Bangladéš
Bangladéš, plným názvem Bangladéšská lidová republika, je stát v jižní Asii. Sousedí na severu, západě a východě s Indií a na jihovýchodě s Myanmarem. Na jihu má pobřeží podél Bengálského zálivu a od Bhútánu a Nepálu je oddělen úzkým Siligurským koridorem a od Číny indickým státem Sikkim na severu. Bangladéš je převážně nížinná a rovinatá země, kde panuje tropické monzunové podnebí, charakterizované velkými sezónními výkyvy srážek, vysokými teplotami a vysokou vlhkostí. Dělí se na 8 oblastí, na ploše 149 000 km² žije 171 milionů obyvatel. Je tak osmou nejlidnatější zemí světa, a nejhustěji osídlenou zemí světa s výjimkou několika mikrostátů. Hlavním a největším městem je Dháka, Čitágáon je druhé největší město a nejrušnější přístav, mezi další velká města patří Gazipur, Narayanganj, Khulaná a Rangpur. Drtivá většina obyvatel jsou Bengálci, úředním jazykem je bengálština, přes 90 % obyvatel se hlásí k islámu, 8 % k hinduismu.  
Území dnešního Bangladéše bylo v dávné historii opěrným bodem mnoha buddhistických a hinduistických dynastií. Po dobytí muslimy v roce 1204 došlo v sultánském a mughalském období k přeměně regionu v jeden z nejbohatších na světě. Bitva u Palásí v roce 1757 znamenala počátek britské koloniální nadvlády na následující dvě století. Po rozdělení Britské Indie v roce 1947 se Východní Bengálsko stalo východním a nejlidnatějším křídlem nově vzniklého Pákistánského dominia a později bylo přejmenováno na Východní Pákistán. Po více než dvou desetiletích politického útlaku a systematického rasismu ze strany západopákistánské vlády došlo v roce 1971 ve Východním Pákistánu k občanské válce, která nakonec vyústila ve válku za nezávislost. Odbojové hnutí Mukti Bahini s pomocí indických sil provedlo úspěšnou ozbrojenou revoluci a za cenu genocidy se Bangladéš 16. prosince 1971 stal suverénním státem. 
Po získání nezávislosti vedl zemi až do svého zavraždění v roce 1975 šejk Mudžíbur Rahmán. Prezidentství bylo později předáno Ziauru Rahmánovi, který byl sám zavražděn v roce 1981. V 80. letech 20. století vládla diktatura Husajna Muhammada Eršáda, který byl svržen při masovém povstání v roce 1990. Po demokratizaci v roce 1991 určovala politiku země další tři desetiletí „bitva begumů“ mezi Chálidou Zijáovou a Šajch Vadžídovou. Vadžídová byla svržena v masovém povstání vedeném studenty v srpnu 2024 a byla vytvořena prozatímní vláda vedená nositelem Nobelovy ceny Muhammadem Júnusem.
Bangladéš je unitární parlamentní republika založená na westminsterském systému, s prezidentem jako ceremoniální hlavou státu, zákonodárným orgánem je jednokomorové národní shromáždění. Je to ekonomicky rychle se rozvíjející rozvojová země, středně velká země s druhou největší ekonomikou v jižní Asii, v indexu lidského rozvoje zaujímá 129. místo. Bangladéš je domovem třetí největší muslimské populace na světě a udržuje třetí největší armádu v jižní Asii a je největším přispěvatelem do mírových operací Organizace spojených národů. Je domovem největšího mangrovového lesa na světě. Bangladéš má však jednu z největších uprchlických populací na světě a nadále se potýká s problémy, jako je endemická korupce, nedostatek lidských práv, politická nestabilita, přelidnění a nepříznivé dopady změny klimatu. Je zakládajícím členem je zakládajícím členem Jihoasijského sdružení pro regionální spolupráci, Iniciativy Bengálského zálivu pro víceodvětvovou technickou a hospodářskou spolupráci (BIMSTEC), a je také členem Organizace islámské spolupráce, Hnutí nezúčastněných zemí, Společenství národů, Mezinárodního měnového fondu, Světové banky, Světové obchodní organizace, UNESCO a Světové zdravotnické organizace.    

## Etymologie
Název vznikl spojením dvou základů slov. Slovo "deš" se odvozuje od slova "deś", což znamená "země" nebo "kraj". Bengálci převzali své jméno od náčelníka Banga z kmene Bangů. Bangladéš tedy znamená "země Bengálců".
Přestože se můžeme setkat s tím, že se o Bangladéši hovoří v ženském rodě, podle Ústavu pro jazyk český je jediné přípustné skloňování podle rodu mužského.

## Historie

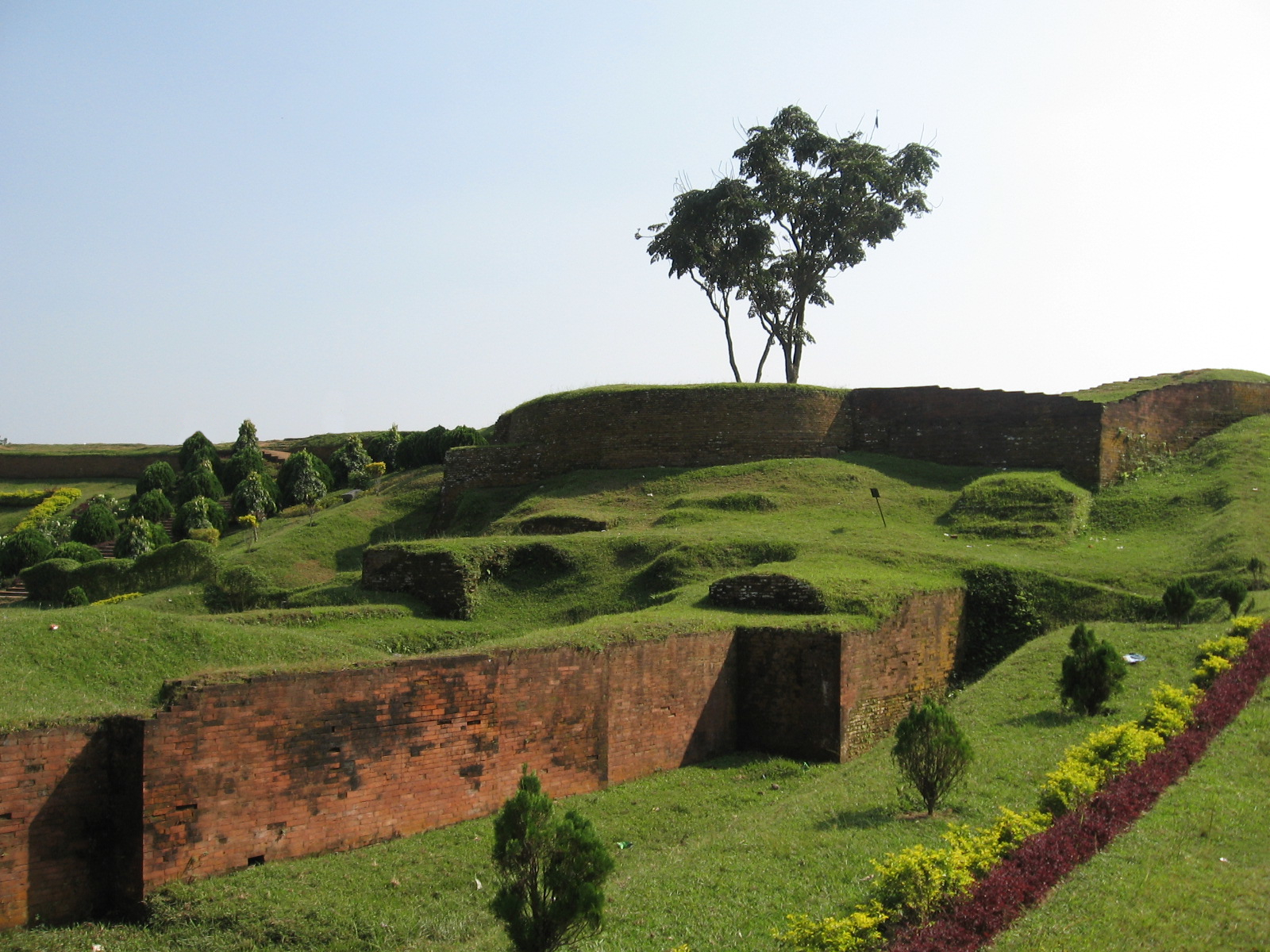
Ruiny Mahasthangarhu

Nalezené nástroje z doby kamenné naznačují, že území dnešního Bangladéše bylo osídleno lidmi již před 20 000 lety. Užití mědi je doloženo k době zhruba 2000 př. n. l. Krátce poté začalo pěstování rýže. Etnické složení bylo zformováno okolo roku 1000 př. n. l. příchodem kmene mluvícího drávidským jazykem, který se nazýval Bang. Od jména tohoto kmene jsou odvozena všechna historická označení oblasti - Vanga, Banga, Bangala, Bangal, Bengálsko i Bangladéš. Nejstaršími státními útvary v oblasti byly patrně království Gauda, o němž se píše v textu Mañjuśrīmūlakalpa, a které zřejmě existovalo ve 4. století př. n. l., snad souběžně existující království Vanga, nebo království Pundravardhana (či Pundra), o kterém se píše v Mahábháratě. Jeho existence je nejjistější, hlavním městem byl Mahasthangarh. Zbyly z něj jen ruiny, ale probíhá v něm archeologický průzkum a byl zde nalezen nejstarší nápis na území Bangladéše, pocházející ze 3. století př. n. l. Někdy v té době zaznamenali existenci oblasti i Evropané, antické zdroje hovoří o "království Gangaridai", které údajně odrazilo invazi Alexandra Velikého. Bývá ztotožňováno s královstvím Vanga, někteří archeologové se pokoušejí spojit tuto historii i s vykopávkami, jež v roce 1933 začaly u města Narsingdi. Ty jsou spojovány rovněž s městem Souanagoura, které na svou mapu světa umístil Klaudios Ptolemaios. Římští geografové umisťovali do oblasti také velký přístav, mohlo by jít o dnešní Čitágáon.

### Buddhisticko-hinduistická éra

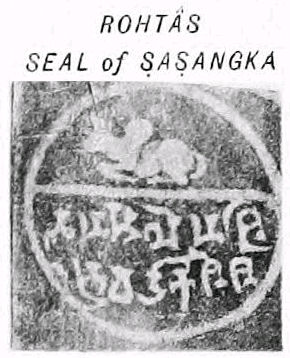
Královský znak Šašanky

Od 2. století př. n. l. bylo území součástí Maurjovské říše. V té době pronikl do Bengálska buddhismus a Bengálsko dokonce sloužilo jako základna buddhistické misie na Srí Lanku. Po úpadku Maurjovské říše v 6. století získalo východní Bengálsko poprvé v historii samostatnost. Království se nazývalo Samatata, ale bylo velmi závislé na sousední Guptovské říši. Království bylo ovládnuto dynastií Varman, poté se ho podařilo ovládnout v 7. století Haršovi, který začal v oblasti budovat novou velkou říši. Krátce poté, někdy v 7. století nebo o něco později, území ovládl vládce Šašanka. Bengálská historiografie ho velmi vyzdvihuje a označuje ho za "prvního nezávislého krále Bengálska". Má být tvůrcem bengálského kalendáře. Poté se moci chopili různé lokální dynastie. Nejvýznamnější byla buddhistická dynastie Pala, která oblast ovládala poměrně dlouho, zhruba v letech 750-1150. Za její vlády se zformovala bengálština a byl postaven klášter Sómapura Mahávihára, dnes nejvýznamnější bangladéšská památka. Pobýval v něm i proslulý čínský buddhistický mnich Süan-cang.
Palu poté vystřídala hinduistická dynastie Sena. Ta ovlivnila dějiny Bengálska zcela zásadně. Svým konzervativním hinduismem a striktním vyžadováním kastovních pravidel si znepřátelila místní obyvatelstvo. Velké množství Bengálců, zejména těch zařazených do nižších kast, tak začalo rezistovat konverzemi k islámu. Někdy se proto hovoří o specifickém, egalitářském rysu bengálského islámu. Nová hinduistická dynastie, Déva, která vystřídala staré vládce, byla mnohem tolerantnější, ovšem šíření islámu se jí už zastavit nepodařilo.

### Islamizace
Ten se nakonec prosadil i vojensky, na počátku 13. století, především díky turko-paštúnskému generálovi Muhammadu bin Bachtijarovi Khaljimu. Ten na severu Indie povraždil tisíce buddhistů, v Bengálsku měl však lépe připravenou půdu. Zhruba na jedno století se Bengálsko stalo součástí takřka "celoindického" Dillíského sultanátu. Roku 1352 vznikl Bengálský sultanát, který se omezoval na bengálské území, což bylo pro rozvoj oblasti příznivější. Hlavním městem se stala Gauḍa (zvaná též Gaur), významným centrem byl i Sunargaon, památkou na tuto éru je Bagerhat ("město mešit"). Bengálština v novém státě byla řečí většiny obyvatel, perština se stala řečí úřední a také řečí obchodu. 

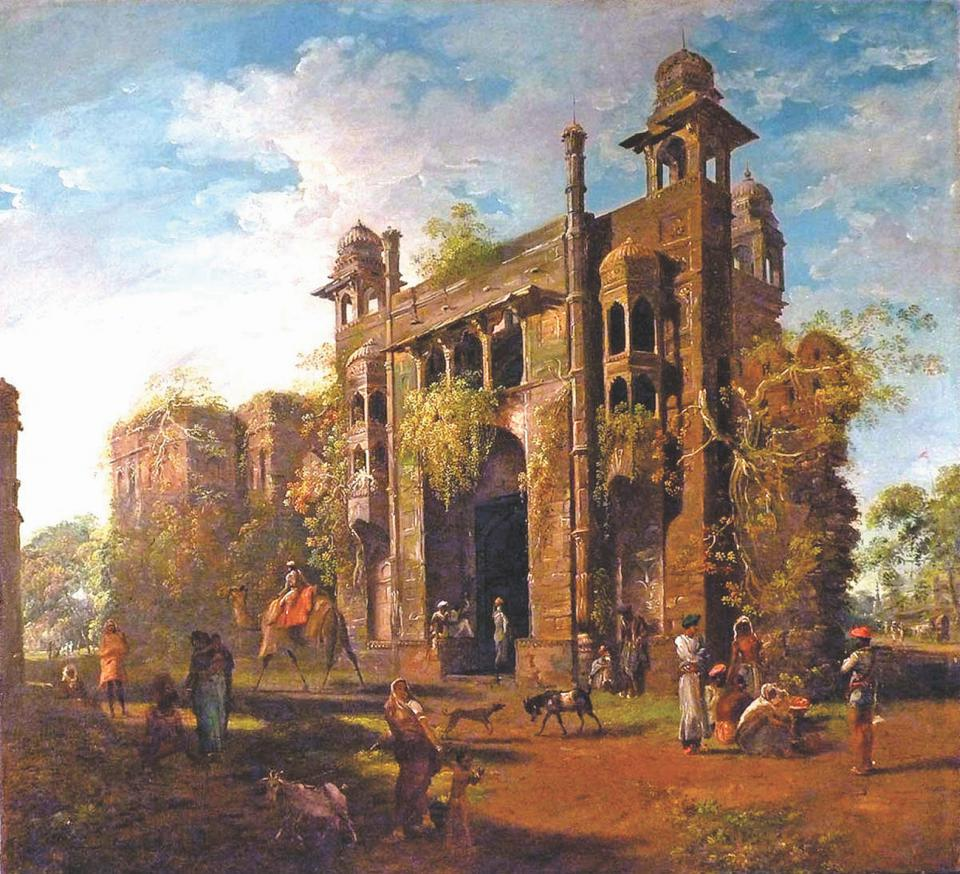
Malba Lal Baghu z doby posledních let vlády Mughalů

V 17. století byl ovšem stát pohlcen dalším "celoindickým" projektem, Mughalskou říší. Mughalové učinili nejdůležitějším městem Dháku. Udělali z ni hlavní město bengálské provincie. A také významné obchodní centrum. Na obchodu s mušelínem se podílela hojně komunita Arménů, ale své základny měli v Bengálsku i Portugalci (tradičně, již od roku 1528 kontrolovali Čitágáon) a nově i Nizozemci - 40 procent jejich dovozu z Asie bylo z Bengálska, v sortimentu textilu to bylo 50 procent a v hedvábí dokonce 80 procent. Významným odvětvím se stala též stavba lodí - odhaduje se, že se v Bengálsku vyrobilo v té době ročně v průměru desetkrát více lodí než v celé severní Americe. Odhaduje se též, že Bengálsko tvořilo asi polovinu hrubého domácího produktu celé říše. Část provincie zvaná Subah díky tomuto obchodu tak zbohatla, že místní lokální vládci, nawábové, se staly takřka nezávislými na centrální mughalské vládě. Stále více si také rozuměli s Evropany, s nimiž obchodovali. Památkou na mughalskou prosperitu je v Bangladéši především pevnost Lalbagh.
Mughalové pomáhali Francii během sedmileté války proti Britům. Přímým důsledkem byla bitva u Plassey, kde Britská východoindická společnost pod vedením Roberta Clivea 22. června 1757 rozhodujícím způsobem porazila bengálské vojsko a jeho francouzské spojence, a to i díky zradě Mir Džafara, vrchního velitele nawábské armády, který přeběhl k Britům za slib, že pod britskou správou bude jmenován bengálským nawábem. Britové tak ovládli Bengálsko, jako první území v Indii, a v příštích sto letech postupně i celou Indii.

### Britská nadvláda
Roku 1760 se stalo Bengálsko britskou kolonií. Došlo k jakési refeudalizaci (systém zamindarů), avšak ještě závažnější bylo, že Britové podvázali "bengálský ekonomický zázrak". Ačkoli samotná Británie prožívala průmyslovou revoluci, v jí ovládnutém Bengálsku historikové rozpoznávají proces zvaný "deindustrializace Bengálska". Přímým důsledkem byl bengálský hladomor v roce 1770, který zahubil 10 milionů lidí, tedy až třetinu bengálské populace. Na prohlubující se zaostalost se umírněně snažili reagovat představitelé "bengálské renesance" jako Rámmohan Ráj, žádající reformy a vzdělání. Ale od počátku 19. století vypuklo i několik násilných povstání (nejznámější bylo to vedené Titumirem roku 1830). Britská vláda je všechny bez potíží potlačila. Několik měst v Bangladéši se účastnilo i indického povstání roku 1857. Po porážce povstání a plném ovládnutí Indického subkontinentu se začali Britové pokoušet pozvednout více i oblast Bengálska. Založili řadu škol, včetně univerzity. V roce 1862 byla postavena železnice. Některé přístavy byly deklarovány jako bezcelní, což rozhýbalo obchod. V 90. letech 19. století začala masivní elektrifikace, stavěly se i kanalizační systémy důležité pro udržení hygieny v již znovu silně obydlených oblastech. Historici soudí, že ve druhé polovině 19. století bylo Bengálsko nejvíce prosperující částí Britské Indie.

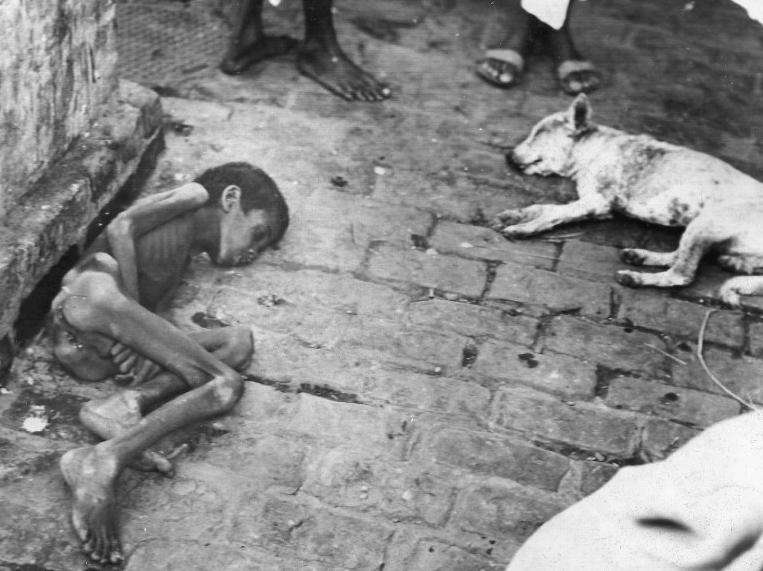
Bengálský hladomor 1943

V roce 1905 bylo Bengálsko rozděleno na západní hinduistickou a východní muslimskou část. Rozdělení se setkalo s odporem, a tak bylo Bengálsko v roce 1915 opět sjednoceno. Pomalu se rodila moderní bengálská politika. Na počátku 20. století se po Morley-Mintově reformě (Indian Councils Act 1909) a reformě z roku 1919 (Government of India Act 1919) zvýšilo zastoupení Bengálců ve správě země. V roce 1913 byla založena Bengálská provinční muslimská liga s cílem prosazovat občanská práva. Během 20. let byla liga rozdělena na frakce, část podporovala radikální islamistické hnutí Chilafat, druhá část upřednostňovala spolupráci s Brity za účelem dosažení samosprávy. Jen menší segmenty bengálských elit byly ovlivněny atatürkovským sekularismem. Britská vláda v roce 1935 slíbila omezenou provinční autonomii. V roce 1937 bylo založeno Legislativní shromáždění Bengálska, největší zákonodárný sbor Britské Indie. Vzápětí vznikla první bengálská vláda, do jejího čela se postavil Abul Kasem Fazlul Huq. V roce 1940 Huq podpořil Lahorskou rezoluci, která předpokládala poválečný vznik nezávislých muslimských států v severozápadní a východní části subkontinentu. Huq zůstal v čele vlády až do osudného roku 1943. Vláda podle všeho v tom roce podcenila inflaci, která zasáhla bangladéšskou ekonomiku v důsledku druhé světové války. Výsledkem byl hladomor roku 1943, během nějž zemřely 3 miliony lidí a další miliony zchudly. K hladomoru přispěla britská koloniální správa a vláda Winstona Churchilla, která exportovala potraviny z Indie bez ohledu na potřeby místního obyvatelstva.

### Součást Pákistánu
V roce 1946 zvítězila ve volbách Bengálská provinční muslimská liga, která získala 113 z 250 mandátů. Husejn Šaheed Suhrawardy, který vynaložil marné úsilí o zachování jednotného Bengálska, byl nakonec jeho posledním premiérem. V roce 1947 nechali Britové Britskou Indii svému osudu. Bengálsko bylo opět rozděleno podle náboženství. Převážně hinduistický západ připadl Indii a muslimský východ se stal součástí Islámské republiky Pákistán. Západní Pákistán byl vzdálen od východního přes 1500 km. 

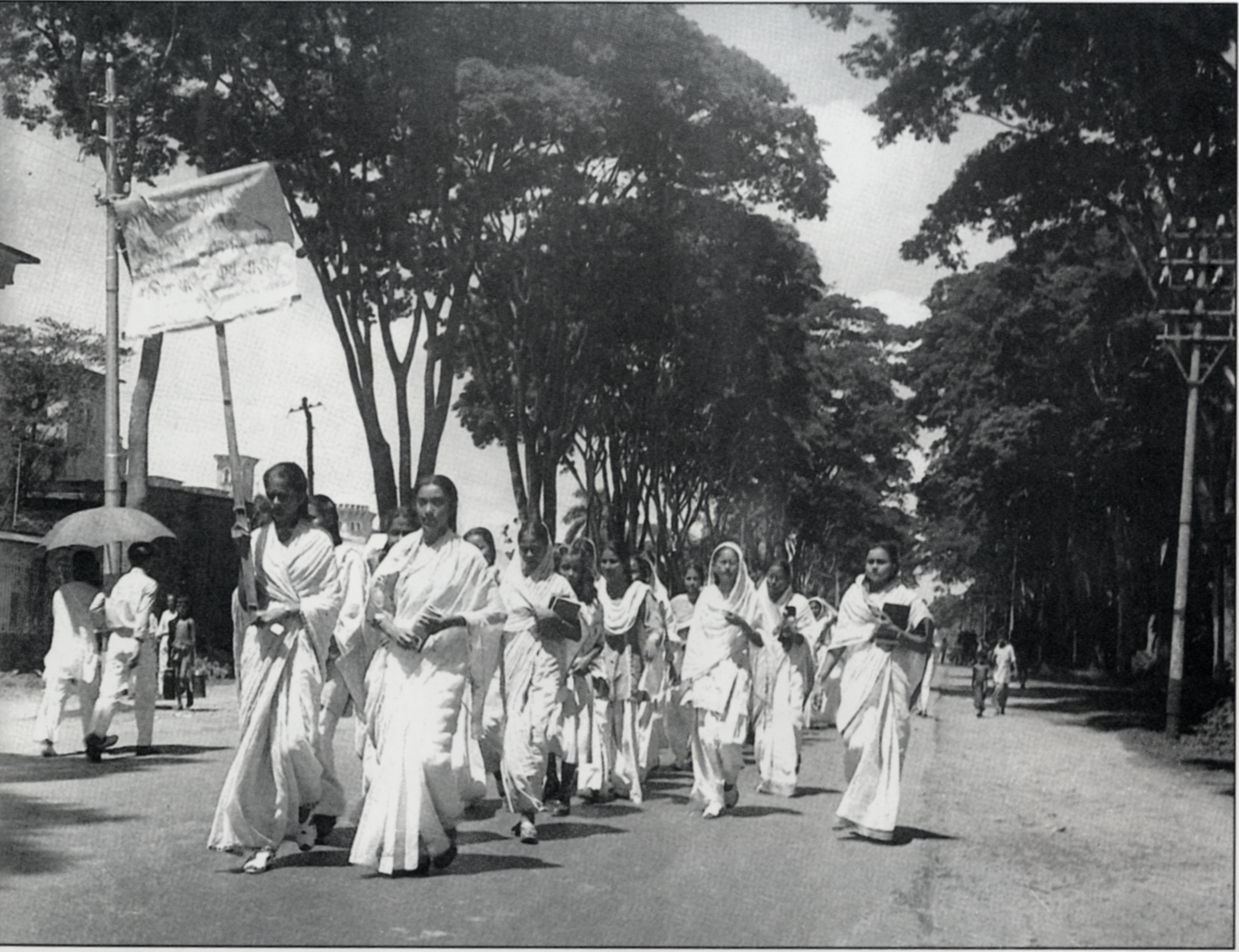
Demonstrace Hnutí za bengálský jazyk (1953)

Východní Bengálsko, jehož hlavním městem se stala Dháka, bylo nejlidnatější provincií pákistánské federace. Bylo také nejvíce kosmopolitní z provincií Pákistánu. V roce 1950 zákonodárné shromáždění Východního Bengálska přijalo pozemkovou reformu, čímž zrušilo polofeudální zamindarský systém. Hnutí za bengálský jazyk, jež vzniklo roku 1952, bylo první známkou tření mezi geograficky oddělenými částmi Pákistánu. V roce 1955 bylo Východní Bengálsko v rámci snahy o unifikaci země přejmenováno na Východní Pákistán. Napětí stoupalo v celé zemi a pákistánská armáda v roce 1958 vojenským pučem na jedenáct let nastolila v celém Pákistánu vojenskou vládu.
Po převratu vzrostly politické represe, což rozdmýchalo bengálský nacionalismus a odpor vůči diktátu ze západní části země. Tento sentiment byl posílen kroky, jako byla stavba přehrady Kaptai a násilné vysídlení obyvatel kvůli ní. Podle Bengálců západní Pákistán praktikoval rozsáhlou ekonomickou diskriminaci východního Pákistánu: vyšší vládní výdaje v západní části země, finanční převody z východního do západního Pákistánu, využívání devizových přebytků východního Pákistánu k financování západního dovozu, a to vše navzdory tomu, že východní Pákistán vyprodukoval 70 procent pákistánských příjmů z vývozu, zejména díky svému vývozu juty a čaje. Nesmírně citlivá byla i jazyková otázka, Pákistán zakázal bengálskou literaturu a hudbu ve státních médiích. Nespokojenost vybublala na povrch v podobě bengálského povstání roku 1969. Vojenský diktátor Ajub Chán jím byl sice přinucen k rezignaci, ale jeho nástupce Jahja Chán ihned znovu vyhlásil stanné právo. Olej do ohně přilil cyklón Bhola, který v roce 1970 zdevastoval pobřeží východního Pákistánu a zabil půl milionu lidí. Ústřední vláda byla kritizována za špatnou reakci. Ve volbách v prosinci 1970 jasně zvítězila silně nacionalistická strana Awami (Lidová liga) žádající nezávislost Východního Bengálska. Získala 167 ze 169 křesel určených pro východ v pákistánském Národním shromáždění.

### Nezávislost

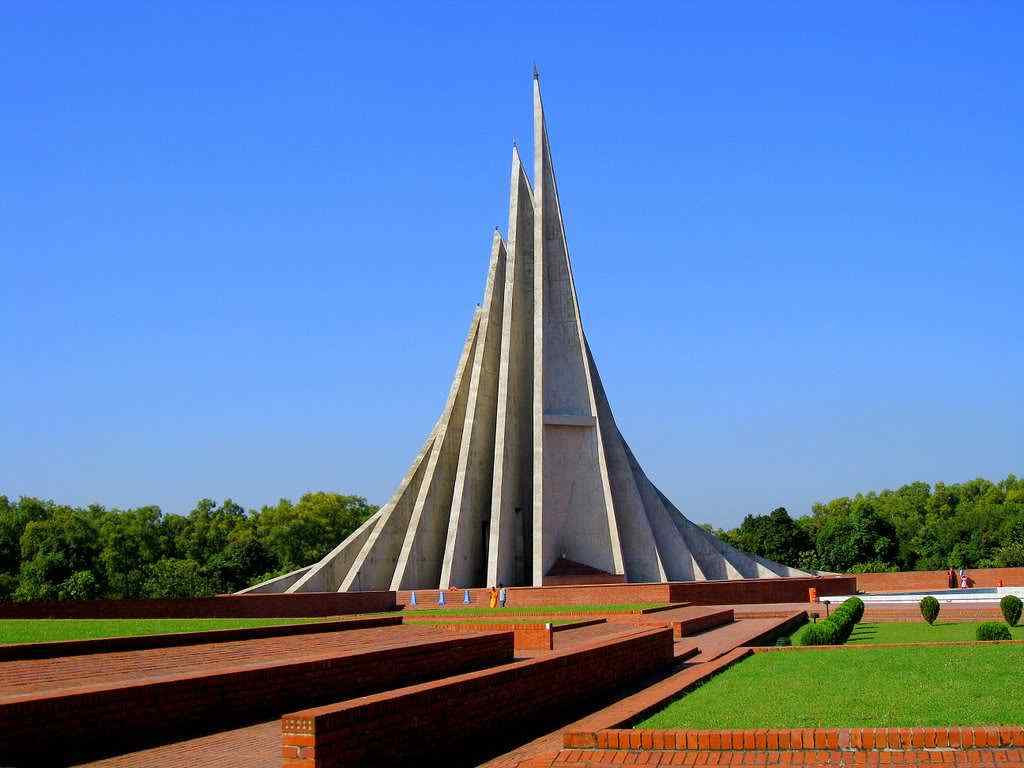
Národní památník obětem války za nezávislost

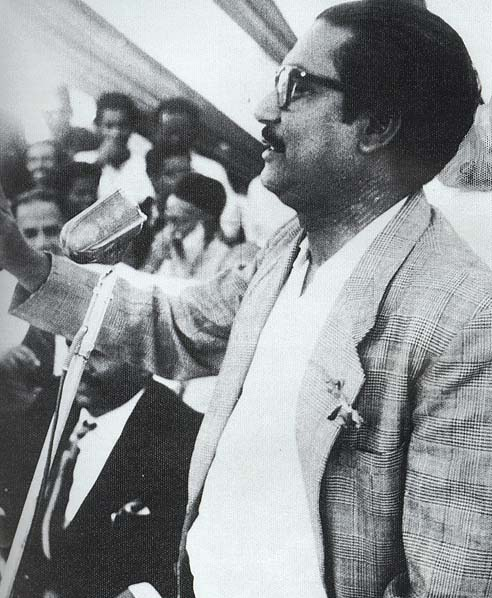
Mudžíbur Rahmán

Když západ Pákistánu neumožnil vůdci této strany Mudžíburu Rahmánovi převzít premiérský post východní provincie, propukly nepokoje. V Dháce se sešlo dvoumilionové shromáždění. 23. března byla prvně vztyčena bangladéšská vlajka, o dva dny později poslala vojenská junta na východ země armádu. Rahmán byl zatčen a odvlečen do Karáčí. Před svým zatčením však o půlnoci 26. března vyhlásil nezávislost Bangladéše, což vyvolalo mohutné lidové povstání a partyzánskou válku známou jako bangladéšská válka za nezávislost. Partyzánská armáda se nazývala Muchti Bahini. Následné masakry prováděné pákistánskými vojáky Bangladéšané dnes označují za genocidu. Odhady mrtvých se na obou stranách velmi liší, pohybují se od 300 000 až po 3 miliony. Miliony lidí také uprchly do Indie. Globální veřejné mínění se obrátilo proti Pákistánu. Tomu se nedařilo ani na bojišti – téměř celá země kromě hlavního města byla osvobozena bangladéšskými silami koncem listopadu. Po vstupu Indie do války byla v polovině prosince osvobozena i Dháka. Pod mezinárodním tlakem Pákistán pustil 8. ledna 1972 Rahmána z vězení. Indičtí vojáci zemi opustili 12. března 1972, tři měsíce po skončení války. Pákistán uznal Bangladéš v roce 1974, po nátlaku většiny muslimských zemí.
Ústavodárné shromáždění přijalo ústavu Bangladéše dne 4. listopadu 1972. Hovořila o sekulární, pluralitní parlamentní demokracii, obsahovala ovšem také odkazy na socialismus. Předseda vlády Rahmán ostatně záhy znárodnil hlavní průmyslová odvětví. Bral si stále více pravomocí a jeho hospodářská politika nebyla úspěšná – v roce 1974 propukl hladomor. V lednu 1975 zavedl Rahmán vládu jedné strany, podle sovětského vzoru. Zakázal všechny noviny kromě čtyř státních tiskovin. Proti tomu však armáda uspořádala puč, během něhož byl Rahmán zavražděn. V roce 1977 se prezidentem stal šéf armády Ziaur Rahmán. Zprivatizoval průmyslová odvětví a uspořádal všeobecné volby v roce 1979. Vznikl poloprezidentský systém, v němž vládla Bangladéšská nacionalistická strana, a to až do roku 1982. V tom roce přišel další vojenský puč. Vládu vojáků smetlo až povstání roku 1990. V roce 1991 se konaly volby a byla obnovena demokracie.
Demokratickému systému dominovaly strany vedené dvěma ženami, Národní strana vedená Bégam Chálidu Zijáovou a Lidová liga vedená Šajch Hasína Vadžídovou, dcerou Mudžíbura Rahmána. Vadžídová po masivních protestech v srpnu 2024 rezignovala a uprchla do Indie. Ve funkci jí nahradil Muhammad Júnus.

## Státní symboly

### Vlajka
Bangladéšská vlajka je tvořena zeleným listem o poměru stran 3:5 s červeným kruhovým polem, které je na zeleném pozadí posunuto mírně k žerdi.

### Znak
Bangladéšský státní znak je tvořen leknínem, který je ze dvou stran ohraničen rýžovými snopy. Nad leknínem jsou čtyři hvězdy a tři spojené listy jutovníku.

### Hymna
Bangladéšská hymna je píseň Amar Shonar Bangla (česky Mé zlaté Bengálsko). Autorem hudby i textu je básník a skladatel Rabíndranáth Thákur (nositel Nobelovy ceny za literaturu), který je také autorem hudby a textu indické hymny.

## Geografie

Topografická mapa Bangladéše

Bangladéš leží v jižní Asii v Bengálském zálivu. Téměř celý je obklopen sousední Indií, jen na jihovýchodě má malou hranici s Myanmarem, leží však velmi blízko Nepálu, Bhútánu a Číny. Země má rozlohu 148 460 km² a dělí se na tři regiony. Většině země dominuje úrodná delta Gangy (79 %), největší říční delta na světě. Přináší úrodné náplavy, ale také ničivé záplavy. Severozápadní a centrální část země tvoří náhorní plošiny Madhupur a Barind. Na severovýchodě a jihovýchodě se rozkládají věčnězelené horské masivy.
Delta Gangy je tvořena soutokem řek Gangy (místní název Padma nebo Pôdda), Brahmaputry (Džamuny nebo Džomuny) a Meghny a jejich přítoků. Ganga se spojuje s Džamunou (hlavním tokem Brahmaputry) a později se spojuje s Meghnou, která se nakonec vlévá do Bengálského zálivu. Bangladéš je nazýván „zemí řek“, protože se v něm nachází více než 57 přeshraničních řek, což je nejvíce ze všech národních států. Problémy s vodou jsou politicky komplikované, protože Bangladéš leží po proudu Indie. 
Bangladéš je převážně bohatě úrodná rovinatá země. Většina území se nachází v nadmořské výšce menší než 12 m a odhaduje se, že pokud by se hladina moře zvedla o 1 m, bylo by zaplaveno asi 10 % území. Celkem 12 % země pokrývají pahorkatiny  . Mokřady haor  mají význam pro světovou ekologickou vědu. Nejvyšším bodem Bangladéše je Mowdok Mual ležící v Čittágongských horách nedaleko hranic s Myanmarem s nadmořskou výškou 1064 m.
V Bangladéši tvoří lesní porosty přibližně 14 % celkové rozlohy země, což odpovídá 18 834 km² lesa v roce 2020, oproti 19 203 km² v roce 1990. Přirozeně se obnovující lesy v roce 2020 pokrývaly 17 253 km² a vysázené lesy 1 580 km². Z přirozeně se obnovujícího lesa bylo 0 % vykázáno jako prales (tvořený původními druhy dřevin bez jasně viditelných známek lidské činnosti) a přibližně 33 % plochy lesa se nacházelo v chráněných územích. Za rok 2015 bylo hlášeno 100 % plochy lesů ve veřejném vlastnictví.

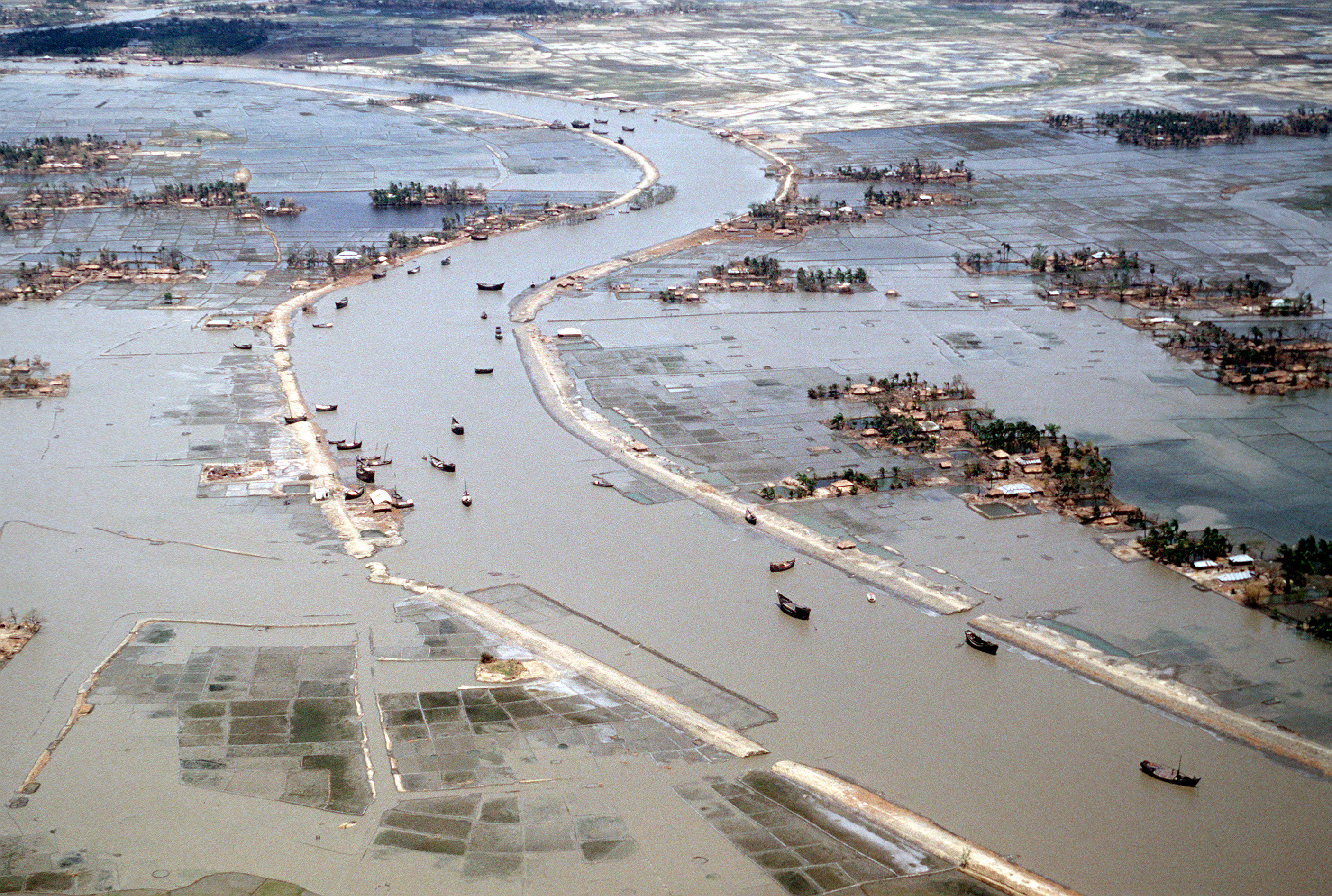
Záplavy po cyklonu v Bangladéši v roce 1991, při kterém zahynulo přibližně 140 000 lidí

Bangladéš má tropické monzunové podnebí, které se vyznačuje velkými sezónními výkyvy srážek, vysokými teplotami a vysokou vlhkostí. Regionální klimatické rozdíly v této rovinaté zemi jsou malé, ačkoli lze pozorovat určité rozdíly mezi charakterem počasí v severních a jižních oblastech, protože podhorské nížiny v první z nich mají vlhké subtropické klima ovlivněné monzuny. Podle bangladéšského meteorologického oddělení je v Bangladéši šest ročních období v závislosti na teplotě, srážkách a směru větru: mírná a chladná zima od prosince do února, horké a slunečné léto neboli předmonzunové období od března do května, poněkud chladnější a velmi vlhké monzunové období od června do září a příjemný, kratší a chladnější podzim neboli postmonzunové období v říjnu až listopadu. Obecně se maximální letní teploty pohybují v rozmezí 38 až 41 °C. Nejteplejším měsícem je na většině území země duben. Nejchladnějším měsícem je leden, kdy se průměrná teplota na většině území země pohybuje mezi 16-20 °C přes den a kolem 10 °C v noci.
Bangladéšská voda je často kontaminována arsenem kvůli jeho vysokému obsahu v půdě - toxickému arsenu z pitné vody je vystaveno až 77 milionů lidí.

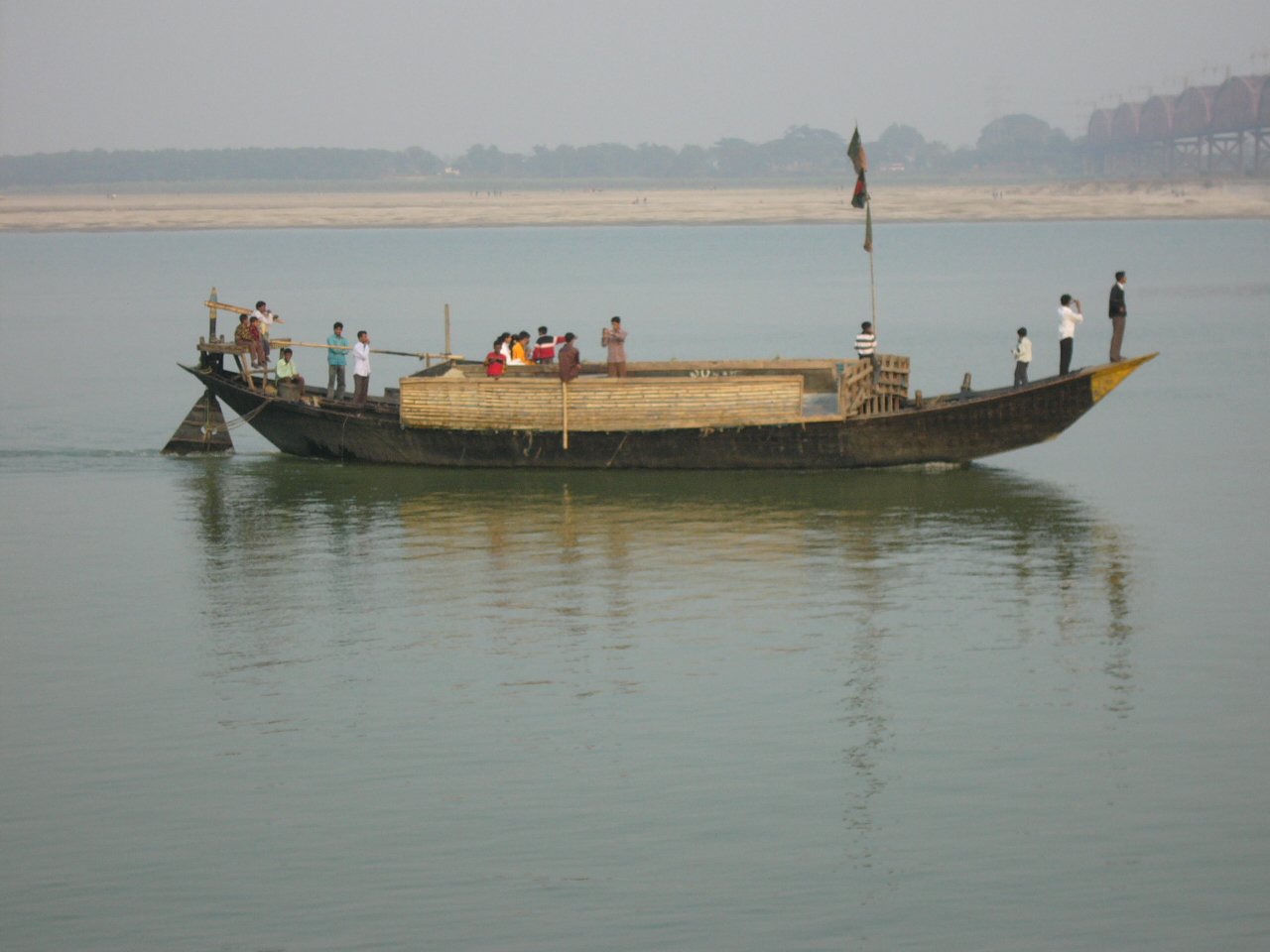
Lodě zůstávají hlavním dopravním prostředkem
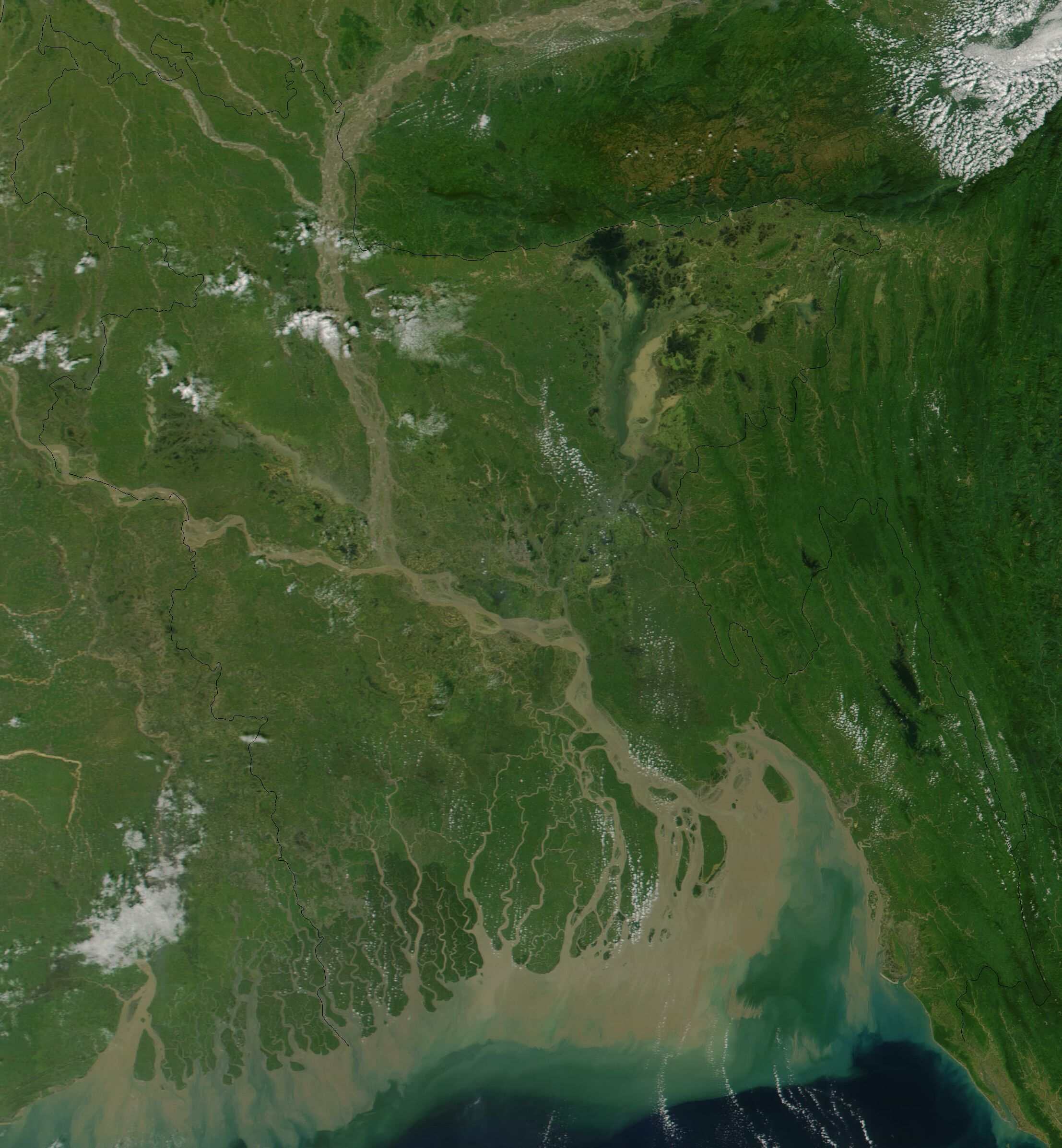
Satelitní snímek
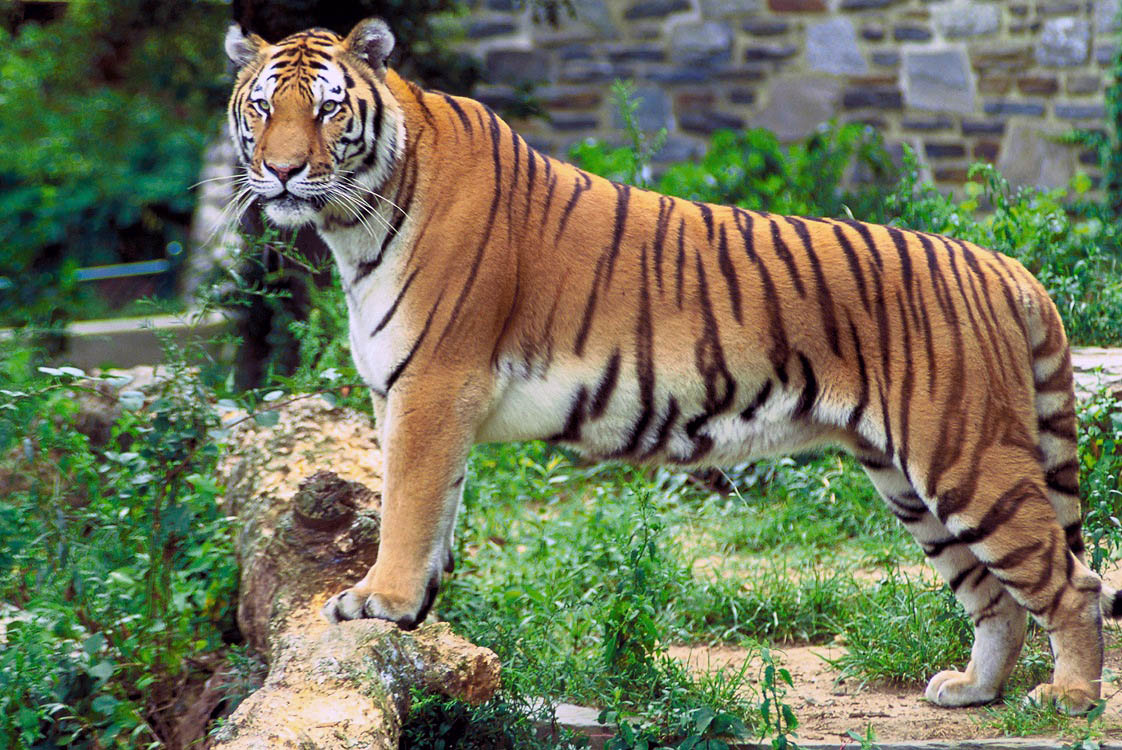
Tygr indický

## Politika
Ústava stanovuje Bangladéš jako stát s parlamentní vládou, kterou má vést volený premiér. Dlouhé období výjimečného stavu ale znemožnilo toto uspořádání státu uskutečnit.
Irene Khanová byla sedmou generální tajemnicí mezinárodní lidskoprávní organizace Amnesty International (2001–2009).

### Administrativní dělení

Správní oblasti v Bangladéši.

Bangladéš se dělí na 8 oblastí (bengálsky বিভাগ bibhága, pl. বিভাগে bibhágé, anglicky division), každé pojmenované podle svého správního střediska:
- ঢাকা / Dháka / Dhaka
- চট্টগ্রাম / Čattagrám / Chittagong
- রাজশাহী / Rádžašáhí / Rajshahi
- বরিশাল / Barišál / Barisal
- খুলনা / Khulaná / Khulna
- সিলেট / Silét / Sylhet
- রংপুর / Rangpur / Rangpur
- ময়মনসিংহ / Mymensingh / Mymensingh

## Ekonomika

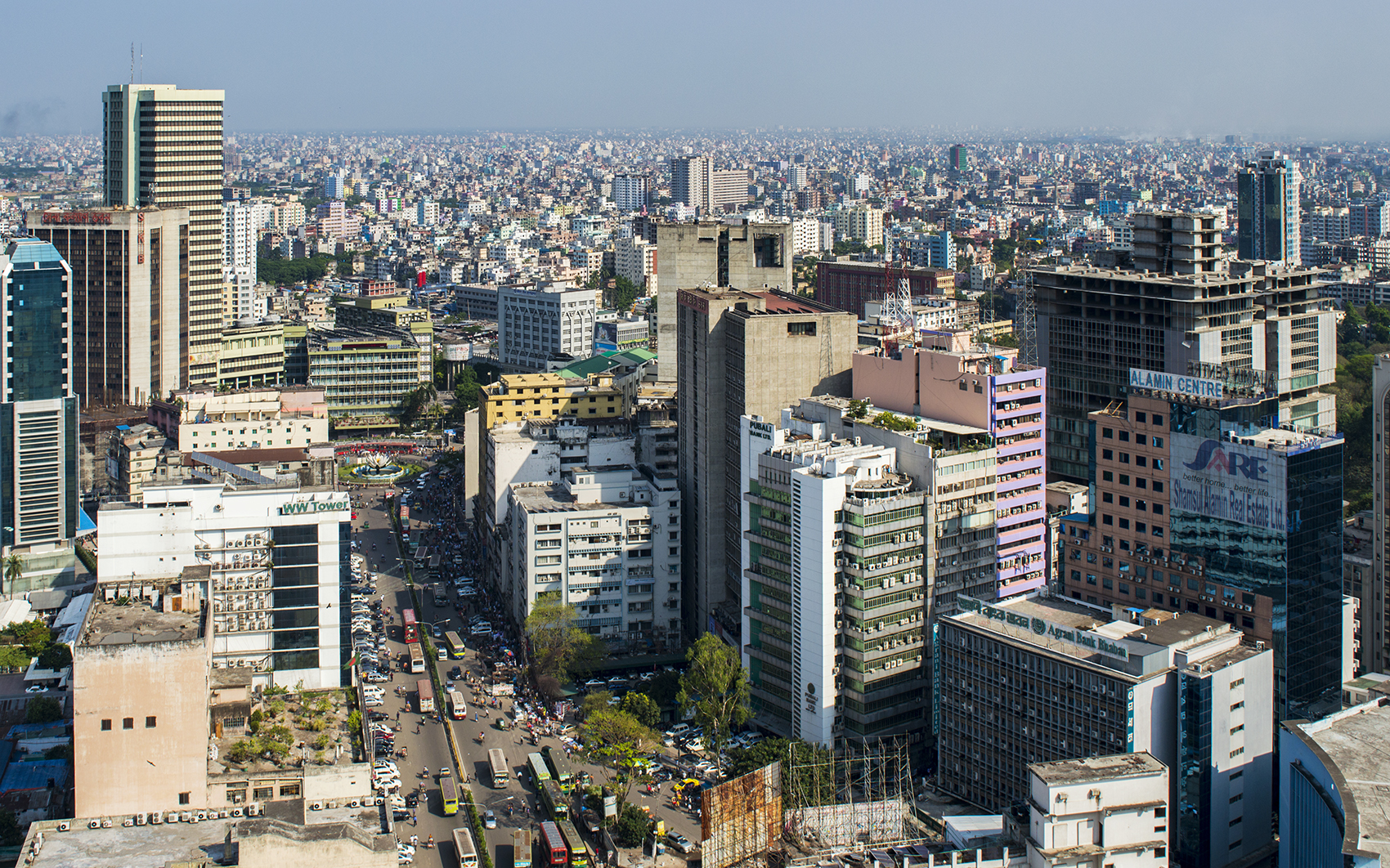
Motijheel v hlavním městě Dháce je největší obchodní čtvrtí ve městě.

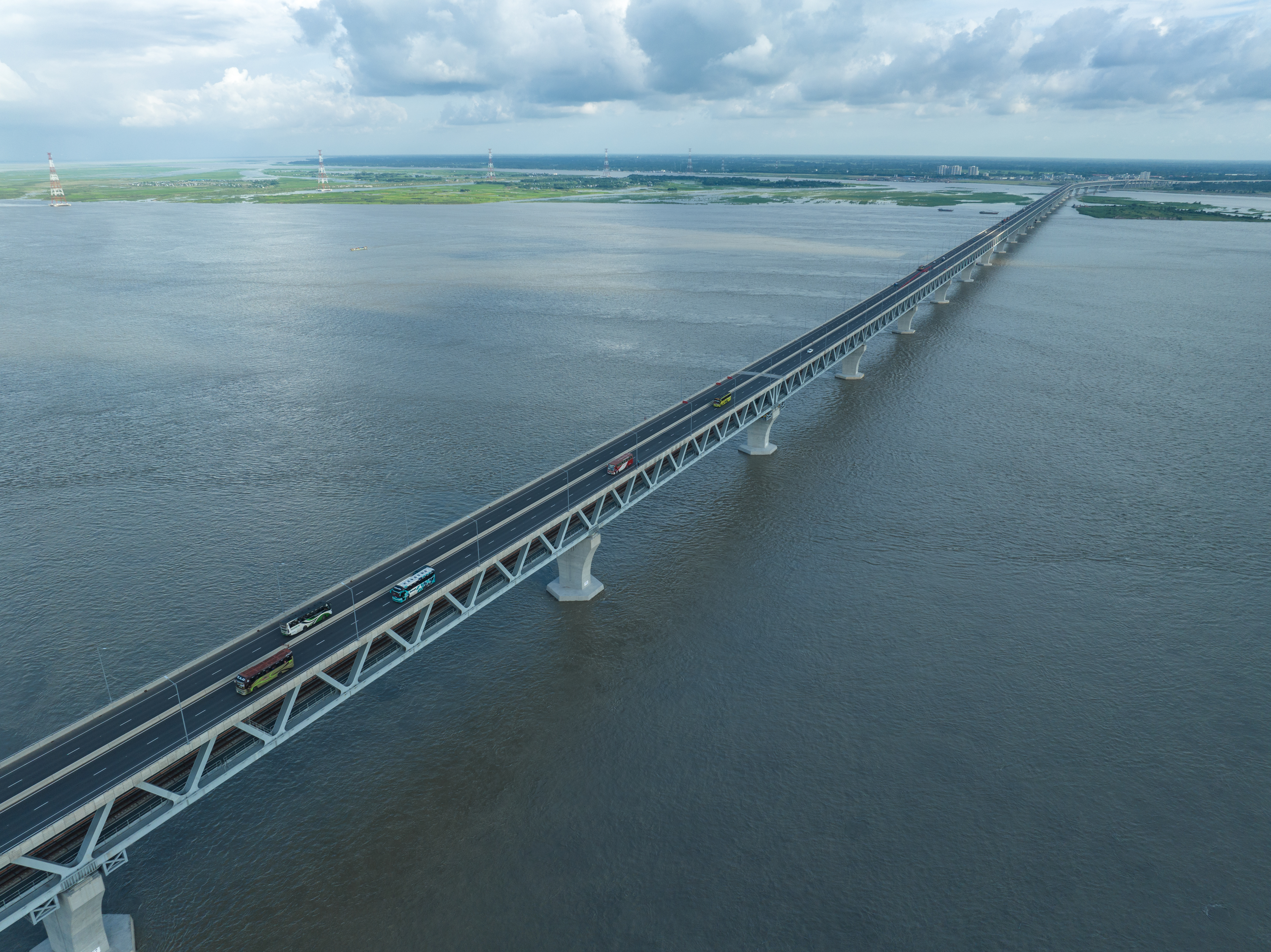
Most Padma, otevřený v roce 2022, je silniční a železniční most, který se klene přes řeku Padma.

Bangladéšská smíšená tržní ekonomika s nižšími středními příjmy patří k nejrychleji rostoucím ekonomikám na světě. Tato rychle se rozvíjející země má 36. největší ekonomiku na světě v nominálním vyjádření a 24. největší podle parity kupní síly. Bangladéš má 71,4 milionu pracovních sil, což je sedmá největší pracovní síla na světě; míra nezaměstnanosti k roku 2023 činí 5,1 %. Jeho devizové rezervy, ačkoli se vyčerpávají, zůstávají po Indii druhé nejvyšší v jižní Asii. Početná bangladéšská diaspora přispěla v roce 2024 na remitence částkou zhruba 27 miliard dolarů. Národní měnou je bangladéšská taka. 
Na celkovém hrubém domácím produktu (HDP) se zhruba 52 % podílí rozsáhlý sektor služeb, následuje průmyslový sektor (35 %), zatímco zemědělství je zdaleka nejmenší a tvoří pouze 11 % celkového HDP; přestože je největším odvětvím zaměstnanosti a poskytuje zhruba polovinu všech pracovních sil (čísla k roku 2023). Více než 84 % příjmů z vývozu pochází z textilního průmyslu. Bangladéš je druhým nejvýznamnějším vývozcem oděvů na světě a hraje klíčovou roli v celosvětovém průmyslu rychlé módy, neboť vyváží pro různé západní módní značky. Je také významným producentem juty, rýže, ryb, čaje a květin. K dalším významným průmyslovým odvětvím patří stavba lodí, farmaceutický průmysl, ocelářství, elektronika a kožené zboží. Největším obchodním partnerem Bangladéše je Čína, která se na celkovém obchodu podílí 15 %, následovaná Indií s 8  %.
Soukromý sektor tvoří 80 % HDP ve srovnání s klesající rolí státních podniků. V bangladéšské ekonomice převažují rodinné konglomeráty a malé a střední podniky. Mezi největší veřejně obchodovatelné společnosti v Bangladéši patří BEXIMCO, BRAC Bank, BSRM, GPH Ispat, Grameenphone, Summit Group a Square Pharmaceuticals. Burzy cenných papírů v Dháce a Čitágongu jsou dvojčaty kapitálových trhů v zemi. Jeho telekomunikační průmysl je jedním z nejrychleji rostoucích na světě, na konci listopadu 2024 měl 189 milionů předplatitelů mobilních telefonů. Hlavními problémy hospodářského růstu jsou politická nestabilita, vysoká inflace, endemická korupce, nedostatečné dodávky energie a pomalé provádění reforem.

## Obyvatelstvo
Bangladéš měl při sčítání lidu v roce 2022 169,8 milionu obyvatel, což se v roce 2023 zvýšilo na 171,4 milionu. Je osmou nejlidnatější zemí světa, pátou nejlidnatější zemí Asie a nejhustěji osídlenou zemí na světě, pokud se nepočítají městské státy a ostrovní trpaslíci, s průměrnou hustotou zalidnění 1 155 osob/km2. Bangladéšská úhrnná plodnost, která kdysi patřila k nejvyšším na světě, zaznamenala dramatický pokles z 5,5 v roce 1985 na 3,7 v roce 1995, až na 1,9 v roce 2022, což je pod úrovní reprodukční plodnosti 2,1. Od roku 1951, kdy žilo v Bangladéši 44 milionů osob, vzrostl počet obyvatel skoro čtyřikrát. Většina obyvatelstva žije na venkově, ve městech žije v roce 2023 pouze 40 % obyvatelstva. V metropolitní oblasti Dháky žije až 24 milionů lidí, což z ní činí jedno z největších a nejhustěji osídlených měst na světě. Bangladéš má věkový medián zhruba 28 let, 26 % celkové populace je ve věku 14 let a méně a pouhých 6 % obyvatel ve věku 65 let a více.

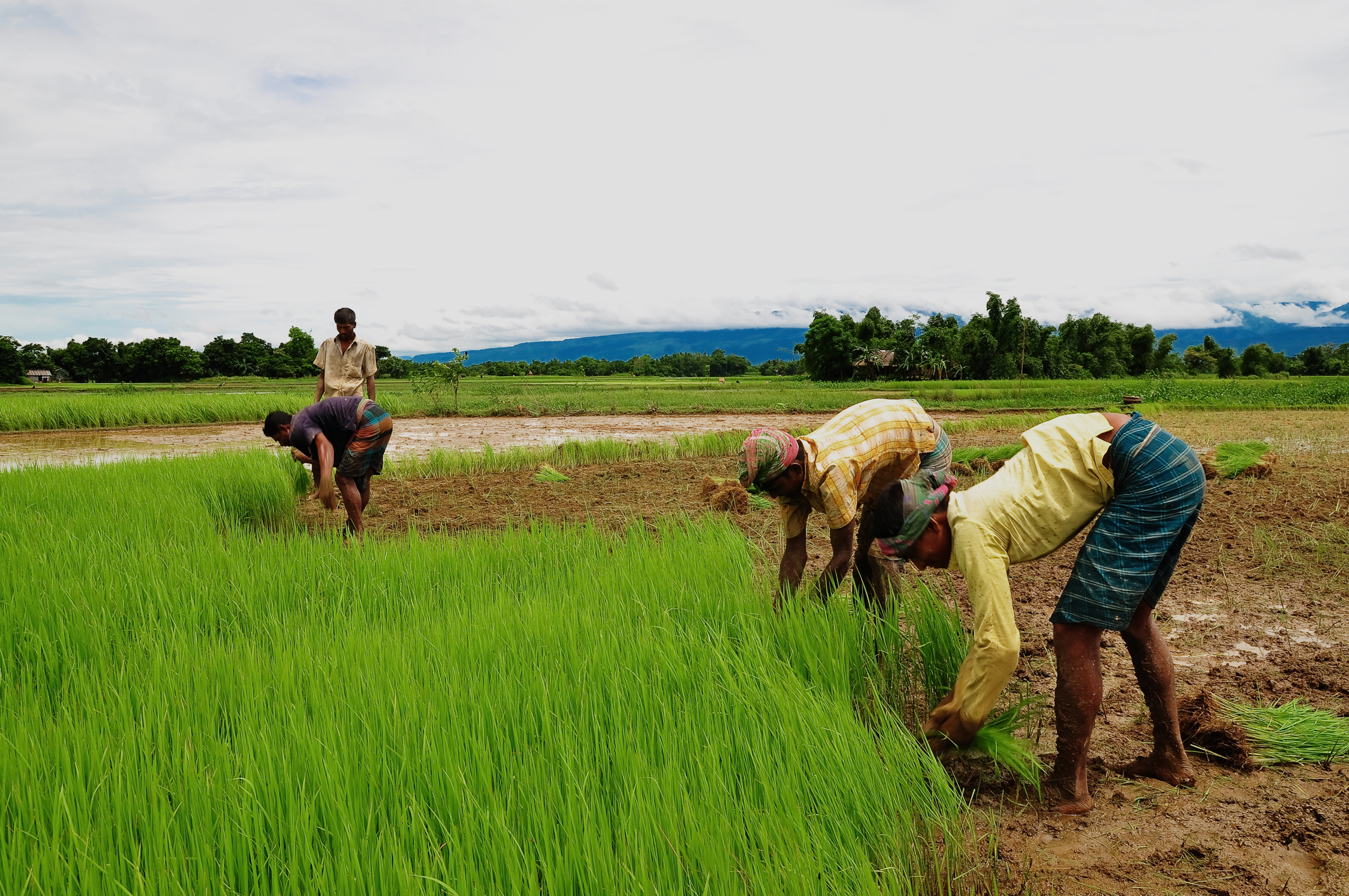
Bangladéšané pracující na rýžovém poli

Bangladéš je etnicky a kulturně homogenní společností, neboť Bengálci tvoří 99 % obyvatelstva. Mezi menšinové obyvatelstvo patří Čakmové, Marmové, Santálci, Mrosové, Tančangové, Bawmové, Tripurové, Khasisové, Khumové, Kukisové, Gárové a Bisnuprijští Manipurové. Oblast Čittágonských hor zažila v letech 1975-1997 nepokoje a povstání v rámci autonomního hnutí původních obyvatel. Ačkoli byla v roce 1997 podepsána mírová dohoda, region zůstává militarizovaný. Uprchlíci hovořící urdsky dostali v roce 2008 od Nejvyššího soudu občanství. Bangladéš také od roku 2017 hostí více než 700 000 rohingských uprchlíků, čímž se stal jednou z největších uprchlických populací na světě.

### Městská centra
Hlavní a největší město Bangladéše Dháka je z hlediska administrativy rozděleno na dvě části, severní a jižní část, aby byla zajištěna lepší občanská vybavenost. Existuje 12 městských oblastí, ve kterých se konají volby starostů: Dháka jih, Dháka sever, Čitágáon, Comilla, Khulaná, Mymensingh, Silét, Rajshahi, Barisal, Rangpur, Gazipur a Narayanganj. Starostové jsou voleni na pět let. Celkem je v Bangladéši 506 městských center, z nichž 43 měst má více než 100 000 obyvatel. 

### Náboženství
| Náboženství V Bangladéši (sčítání 2022) | Náboženství V Bangladéši (sčítání 2022) | Náboženství V Bangladéši (sčítání 2022) | Náboženství V Bangladéši (sčítání 2022) | Náboženství V Bangladéši (sčítání 2022) |
| --------------------------------------- | --------------------------------------- | --------------------------------------- | --------------------------------------- | --------------------------------------- |
| náboženství                             |                                         |                                         | procenta                                |                                         |
| muslimové                               | muslimové                               |                                         | 91 %                                    | 91 %                                    |
| hinduisté                               | hinduisté                               |                                         | 8 %                                     | 8 %                                     |
| buddhisté                               | buddhisté                               |                                         | 0,6 %                                   | 0,6 %                                   |
| křesťáné                                | křesťáné                                |                                         | 0,3 %                                   | 0,3 %                                   |
| ostatní                                 | ostatní                                 |                                         | 0,1 %                                   | 0,1 %                                   |

Státním náboženstvím Bangladéše je islám. Ústava však také prosazuje sekularismus a zajišťuje rovná práva všem náboženstvím. Každý občan může svobodně praktikovat jakékoli náboženství.    
Islám je nejpočetnější náboženství v celé zemi, vyznává ho přibližně 91 % obyvatelstva. Převážná většina bangladéšských občanů jsou bengálští muslimové, kteří vyznávají sunnitský islám. Země je třetím nejlidnatějším státem s muslimskou většinou na světě a má čtvrtou největší celkovou muslimskou populaci.

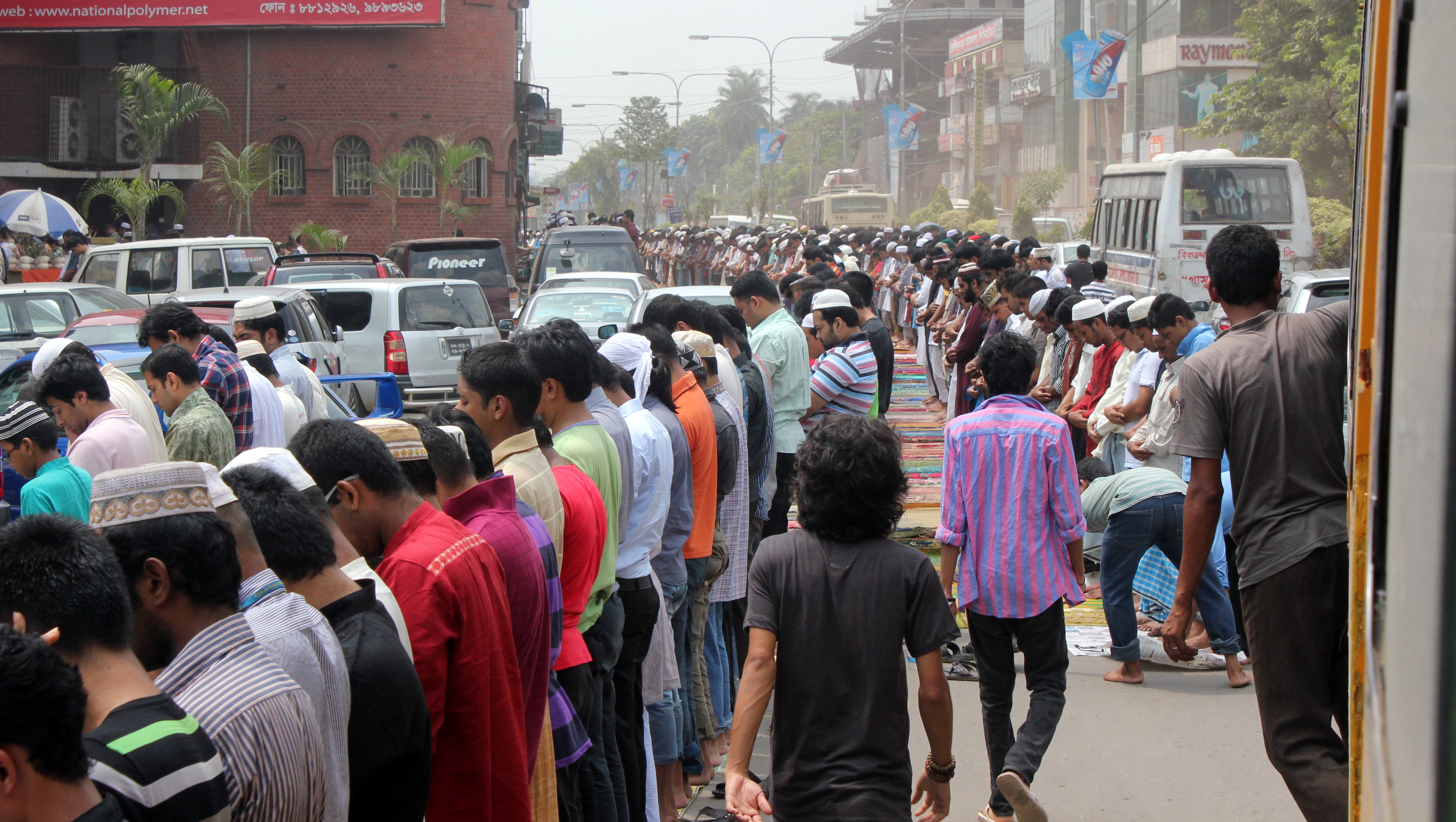
Páteční modlitba v Dháce

Bengálští hinduisté tvoří druhou největší náboženskou menšinu v zemi a třetí největší hinduistickou komunitu na světě. Podle sčítání lidu z roku 2022 tvoří hinduisté 8 % celkové populace, při sčítání lidu v roce 2011 tvořili 8,5 % obyvatel.
Třetím nejrozšířenějším náboženstvím je buddhismus, k němu se však hlásí pouhých 0,6 % obyvatelstva. Bangladéšští buddhisté jsou soustředěni mezi kmenovými etniky v Čittágonských horách a bengálskou buddhistickou menšinou v pobřežním Čitágáonu, která většinou vyznává théravádovou školu.
Čtvrtým nejpočetnějším náboženstvím je křesťanství (0,3 %), jen 0,1 % obyvatel vyznává jiná náboženství, například animismus, nebo je bez vyznání.

## Kultura
Bangladéšská kultura se prolíná s kulturou bengálské oblasti indického subkontinentu. Vyvíjela se po staletí a zahrnuje kulturní rozmanitost řady bangladéšských sociálních skupin. Významnou roli ve vývoji bengálské kultury sehrála bengálská renesance 18. a počátku 19. století, kdy zde působili významní bengálští spisovatelé, světci, autoři, vědci, badatelé, myslitelé, hudební skladatelé, malíři a filmaři. Bangladéšská kultura v průběhu staletí asimilovala vlivy islámu, hinduismu, buddhismu a křesťanství. Projevuje se v různých formách, včetně hudby, tance, dramatu, uměleckého řemesla, folklóru, literatury, filozofie, náboženství, slavností a také ve svébytné kuchyni s kulinářskou tradicí. 

### Umění

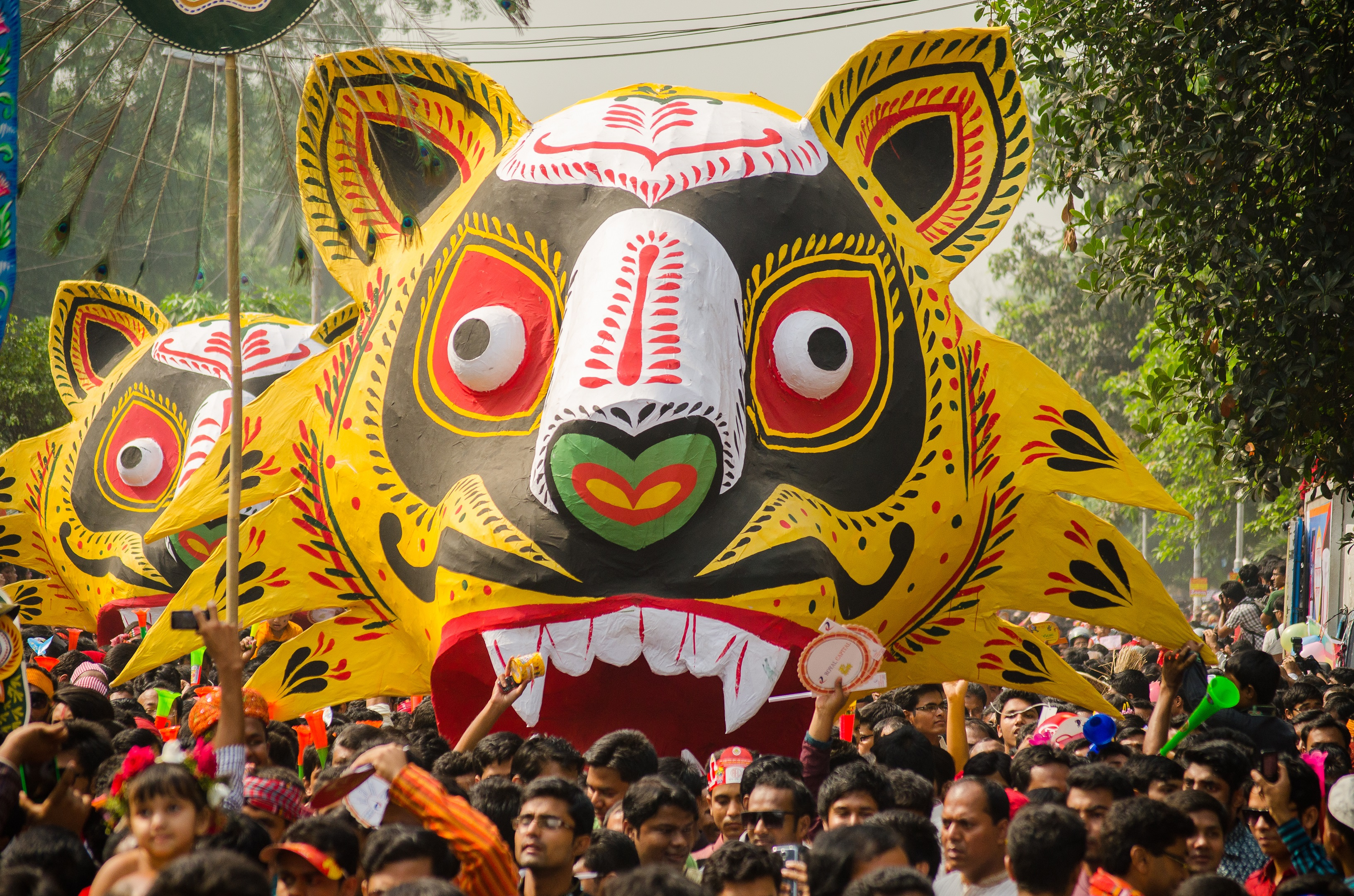
Oslavy Nového roku

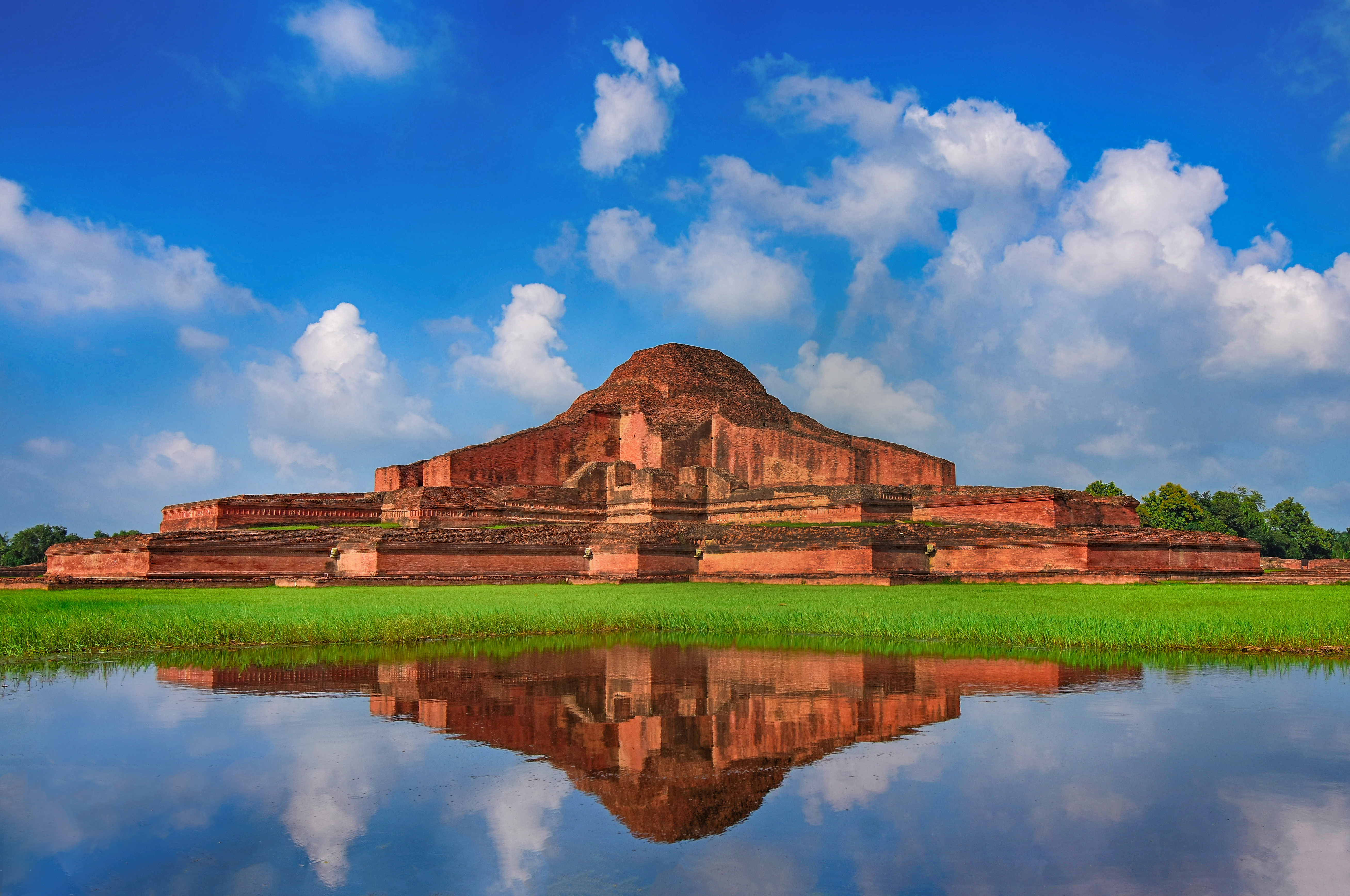
Sómapura Mahávihára

Národním básníkem Bangladéše byl Kazi Nazrul Islam. Bangladéšané se hlásí i k nositeli Nobelovy cenu za literaturu Rabíndranáth Thákurovi, neboť byl etnický Bengálec a psal bengálsky. Za průkopnici bengálského feminismu je označována spisovatelka Begum Rokeyaová. V exilu dnes působí feministická spisovatelka Taslima Nasrinová. V roce 1993 vyšla její kniha Lajja (Stud), jež pojednává o osudu hinduistické rodiny v Bangladéši, na které si vylévali zlost muslimští fundamentalisté po zničení jedné mešity v Indii. Kniha byla muslimy často veřejně pálena, bangladéšská vláda spisovatelku oficiálně obvinila z rouhání, byl jí zabaven pas a její knihy zakázány. Muslimští duchovní nad ní vyhlásili fatvu za kritiku Koránu. S pomocí Amnesty International, PEN klubu a vyslance Evropské unie vycestovala v roce 1994 z Bangladéše, získala azyl ve Švédsku.

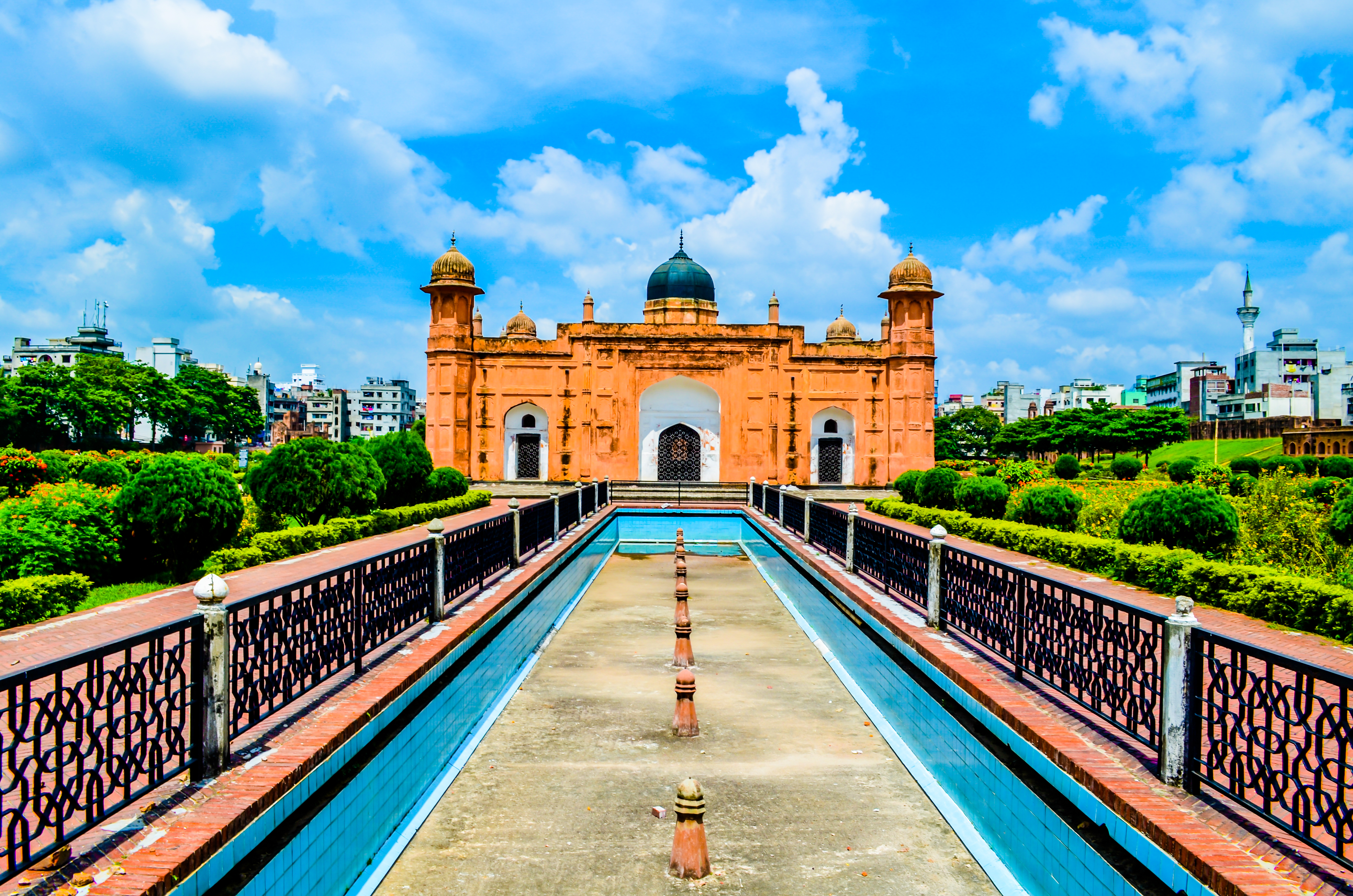
Pevnost Lalbagh

K nejvýznamnějším památkám v Bangladéši patří město Bagerhat zvané též město mešit. Bylo založeno v 15. století tureckým generálem Khanem Jahan Alim a bylo zapsáno na seznam světového dědictví UNESCO. Druhou bangladéšskou architektonickou památkou, jíž se této cti dostalo, je buddhistický klášter Sómapura Mahávihára vystavěný již na přelomu 8. a 9. století. Dnes je možno spatřit jen jeho pozůstatky. Nacházejí se nedaleko města Paharpur. Příkladem mughalské architektury je pevnost Lalbagh. Unikátem moderní architektury je Jatija Sangsad Bhaban, sídlo bangladéšského parlamentu, jež navrhl brutalistický americký architekt Louis Kahn, nebo národní mešita Baitul Mukarram. Významným architektem mrakodrapů byl Fazlur Rahman Khan.
Slavnosti nového roku - Mangal Šobhajatra - byly zapsány na seznam nehmotného kulturní dědictví UNESCO. Stejně jako tradice potištěného mušelínu nazývaného Džamdani a hudební tradice Baulů.

#### Fotografie
Začátek fotografie v Bangladéši spadá do roku 1971, kdy Bangladéš vyhrál válku za osvobození od Pákistánu. V té době byla nevyhnutelně nejvýznamnější fotografie z válečného období, což také značně pomohlo dokumentovat historii. Od války se fotografie a fotožurnalistika začleňují a pokrývají celou řadu témat včetně portrétů, krajiny, politiky, divoké přírody nebo módy. Jako v mnoha zemích byl vývoj techniky, řemesla a umění mimo jiné důsledkem změny technologie, zlepšování ekonomických podmínek a míry uznání fotografie jako svéprávné formy umění. Fotografie se v Bangladéši vyvíjela za spoluúčasti a zájmu od počátků tohoto umění k úspěchům Bangladéšanů ve světě fotografie do dnešních dní. Je pozoruhodné, že fotografie byla zavedena a rozvíjena jako institucionální a akademická disciplína prostřednictvím osobního úsilí, bez jakékoli zmínitelné pomoci nebo podpory ze strany vlády.

### Věda

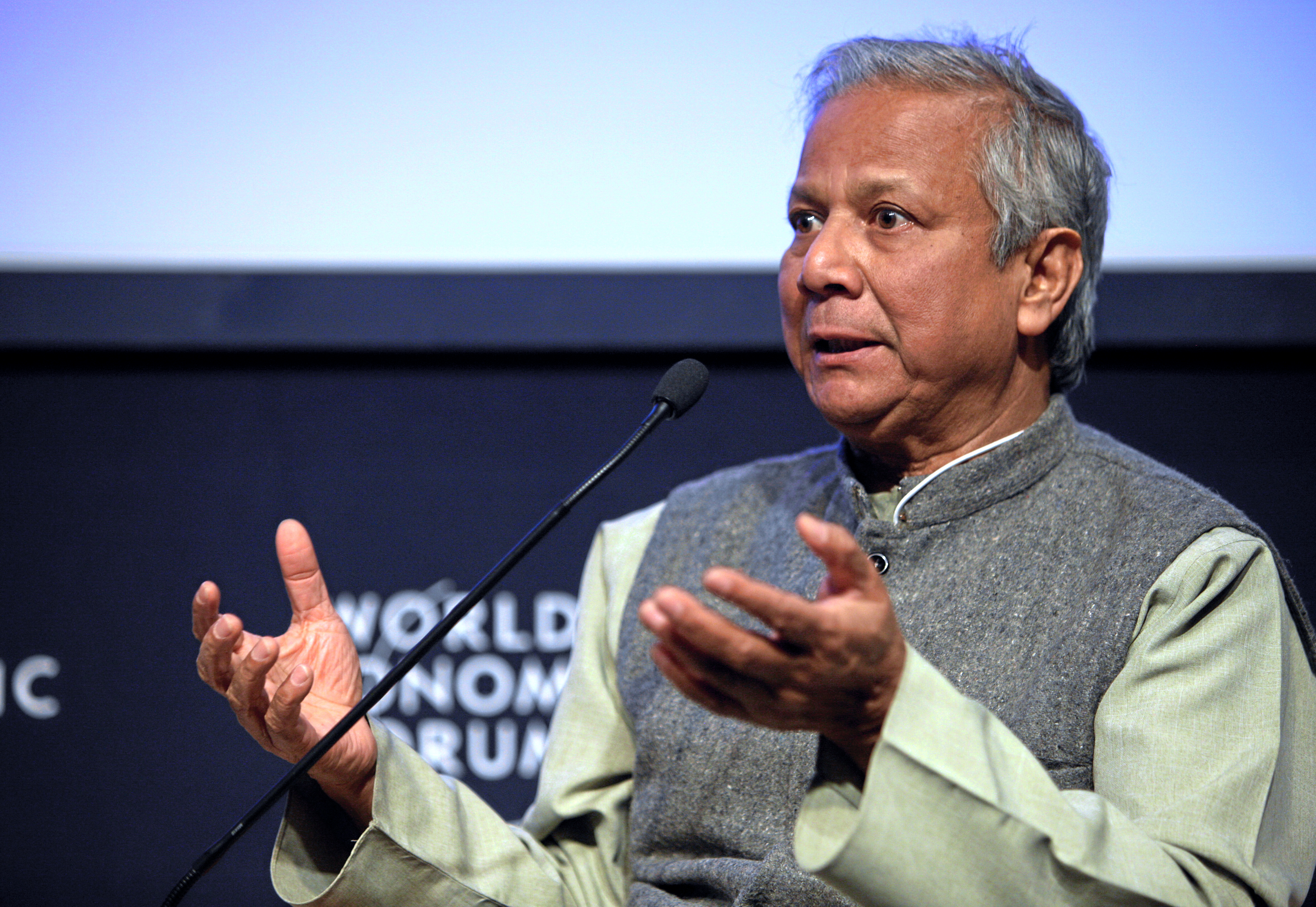
Muhammad Júnus

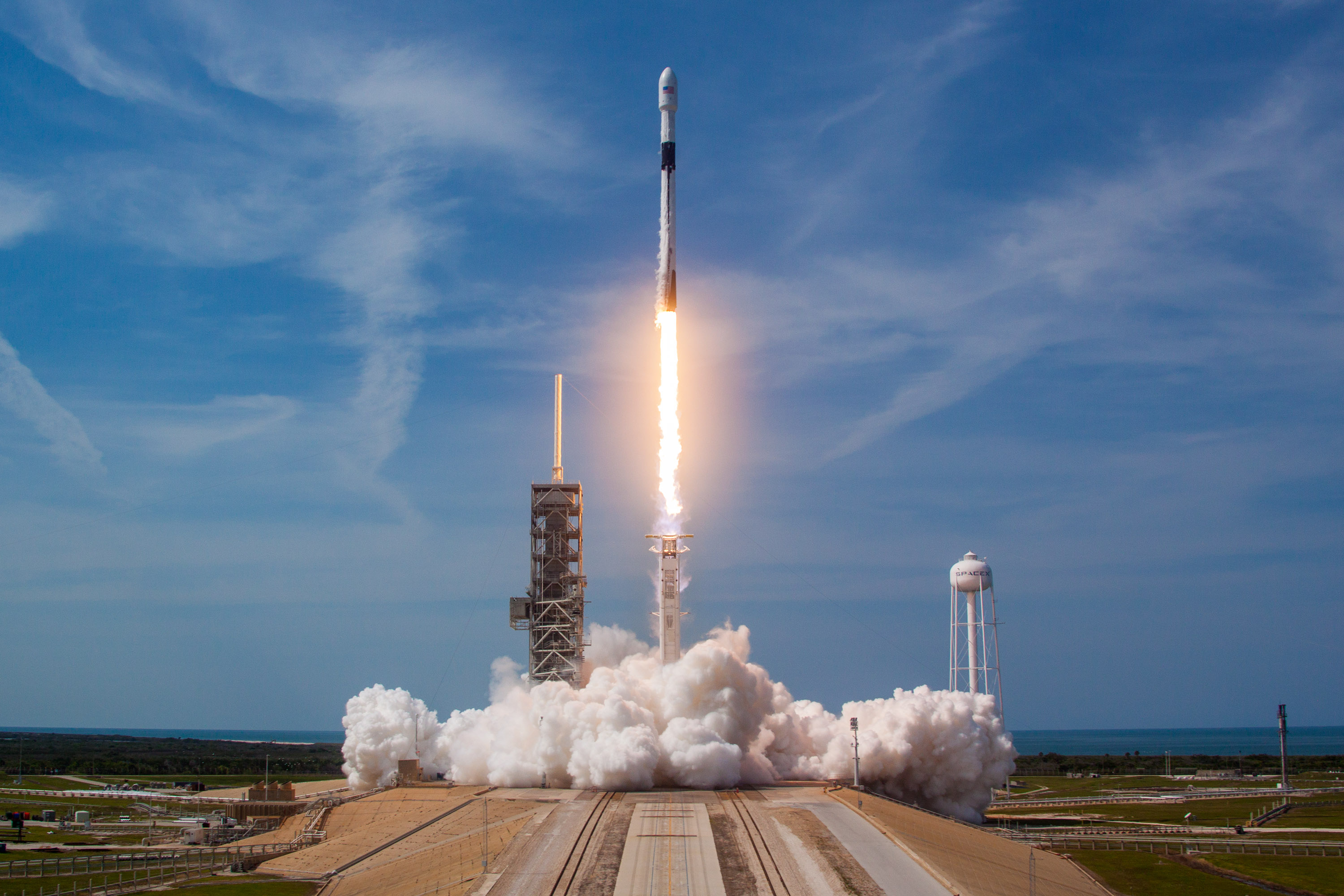
Raketa Falcon 9 Block 5 vynáší první bangladéšskou družici na oběžnou dráhu

Na území Bangladéše se narodil významný vědec Džagadíščandra Bose. Ve fyzice se zabýval šířením rádiových vln a mikrovln, přičemž jako první člověk použil polovodič k detekci radiového signálu. V biologii přispěl především k výzkumu rostlin mj. jako vynálezce crescografu, přístroje na měření růstu rostlin.
Nejslavnějším bangladéšským sociálním vědcem je ekonom Muhammad Júnus. Proslavil se velmi úspěšným konceptem mikroúvěru (poskytování drobných půjček chudým podnikatelům, kteří jsou málo kredibilní na to, aby získali úvěr od tradiční banky). Roku 2006 obdržel spolu s Grameen Bank, kterou založil, Nobelovu cenu za mír. Z banky ho však bangladéšská vláda donutila roku 2011 odejít. V roce 2024 se Muhammad Júnus stal předsedou prozatímní vlády.
V roce 2018 vyslal Bangladéš do vesmíru první geostacionární družici nazvanou Bangabandhu-1, když využil služeb americké společnosti SpaceX. Družice byla pojmenována po Mudžíburovi Rahmánovi, zakladateli Bangladéše, který měl přízvisko Bangabandhu – přítel Bengálska.

### Kuchyně
Bangladéšská kuchyně je v mnoha ohledech velice podobná indické kuchyni, především v blízkosti hranic s Myanmarem byla ovlivněna také myanmarskou kuchyní. Bangladéšská kuchyně nevyužívá příliš masa, nejčastěji se ale používají ryby z řek a moře. Základní potravinou je rýže a luštěniny. Typickými jídly jsou kari, biryani, kebab, čapatí nebo čočkový dál. Mišti doi je slazený jogurt podávaný jako dezert.

### Sport
Nejpopulárnějším sportem v Bangladéši je kriket. Bangladéšská kriketová reprezentace došla na světovém šampionátu nejdál do čtvrtfinále. Národním sportem je kabadi. Šachista Niaz Murshed se v roce 1987 stal prvním šachovým velmistrem v jižní Asii. Olympijských her se Bangladéš zúčastnil poprvé až roku 1984. Dosud (k roku 2018) se mu nepodařilo získat žádnou medaili.